# 学区
學區制，狹義上來說是盛行於英国與美国的教育制度。全名地方教育行政區域，即地方學區。廣義上來說指國民教育或義務教育階段招收學齡兒童的居住範圍，即所謂的入學學區。中国大陆房地产业因此产生学区房的概念。
美国的学区，是美国公立初等教育与中等教育体系里地方政府对市、镇居民区的一种划分，以利于对各学校的管辖、拨款，并对哪些地区居民子女可以进入附近的公立学校作出规定。

## 狹義的學區
指英、美兩國的地方教育行政區域，也是地方學區的通稱，或簡稱為學區（school district）。現行的學區制（district system）起源於1789年美國麻州（Massachusetts）修正通過的州憲法，該法規定地方政府成立「學校委員會」（school committees）負責教育事務。1826年，該法再度修正，將學校委員會獨立於地方政府之外，並享有教育行政權以及決定與課徵教育稅的權力，奠定了今日美國地方學區制度的基礎。
美國統治琉球時期也在琉球實施美式學區制，稱為教育區（日語：教育区）。

## 廣義的學區
一個學區通常包括一到若干所公立學校，小的學區可能只設有一所小學，大的學區可能設有幾所小學或中學，設有多所學校的學區，為方便學童就近入學。學生以鄰近區域就近入學為原則。

## 目的
1. 保障國民教育或義務教育階段學齡兒童能就近入學。
2. 作為政府設置學校或核准私人設置學校的依據

## 設立學區制的問題
許多地區的資源分配不平均，包括教育資源。許多父母會刻意遷入其他地區，讓小孩有更好的學習環境。形成越區就讀。越區就讀是學區制的一个漏洞，因為學區制的規定並不能強制規定越區就讀的情形（違反自由遷徙的人權）。此現象破壞了學區制的目的，此外多數會以遷徙來越區就讀的家長多半擁有較好的經濟能力，使得資源較多的學校附近可能房價較為高、學校內學生競爭激烈。

## 台灣的學區制
國民中小學由主管教育行政機關劃分學區分區設置，學齡兒童由主管教育行政機關按學區分發入學。
台灣目前想往高中職社區化為目標。考高中職的申請入學即為學區制的作法之一，但目前還是屬於漸進式的。即使申請入學的方式已經行之有年，但台灣考高中職目前還是以分數為基準的登記分發為主流。若不是明星高中，學生有時也會以地區遠近作為志願的基準。
現在台灣中小學已經是完全的學區制，在早期國民中學仍然是以分數為入學依據。隨著義務教育推行，國民中學改為學區制。

## 香港
在香港，學區稱之為校網。教育局將香港劃分為36個小學校網。